# Renaud Camus
Jean Renaud Gabriel Camus (født 10. august 1946 i Chamalières, Frankrig), udtale [ʁəno kamy], er en fransk politolog, forfatter, nationalist og konspirationsteoretiker, der med udgangspunkt i begrebet "befolkningsudskiftning" argumenterer for, at en global elite kæmper for at udskifte de europæiske folkeslag med ikke-europæiske folkeslag. Camus regnes både i Frankrig og andre steder for en af de mest indflydelsesrige tænkere på den yderliggående højrefløj.
Camus har studeret filosofi og jura og underviste i 1971-72 i fransk litteratur ved New York University og Hendrix College i Arkansas.
Han blev oprindelig kendt i franske litterære kredse som romanforfatter og en pioner inden for homoseksuel litteratur. Bogen Tricks fra 1968 om hans seksuelle erfaringer er hans mest oversatte værk. Som ung var han medlem af det franske socialdemokrati, Parti Socialiste, men stiftede i 2002 sit eget parti med navnet "Parti de l’In-nocence", der gik ind for et stop for al indvandring til Frankrig og for at sende indvandrere og deres familier tilbage til oprindelseslandet.
Teorien om "befolkningsudskiftning" eller ”den store udskiftning” stammer fra et værk af Camus fra 2012 (Le Grand Replacement). Teorien bygger på et pessimistisk verdenssyn, hvor der argumenteres for, at den vestlige kultur og etnicitet er eksistentielt truet af ikke blot indvandringen, men også af den vestlige kulturs egen kulturelle fordærv.

## Begrebets anvendelse i Danmark og udlandet
I Danmark er begrebet "befolkningsudskiftning" blevet anvendt af Morten Uhrskov Jensen i hans bøger og blogs, efter at han læste en artikel i Weekendavisen om Camus.
Rasmus Paludan har også anvendt begrebet i sine YouTube-videoer og i en partilederdebat i forbindelse med Folketingsvalget 2019. Herudover er begrebet blandt andet blevet brugt af den højreekstreme, men ikke-voldelige bevægelse, Generation Identitær.
Gerningsmanden bag Moskéangrebet i Christchurch, Brenton Tarrant, udsendte manifestet 'Den store Udskiftning' inden han dræbte 51 muslimer. Også den anklagede ved masseskyderiet i El Paso i Texas i august 2019 henviste til "den store udskiftning".
Henrik Toft Jensen, lektor emeritus og demografiforsker ved Roskilde Universitet, og Brian Arly Jacobsen, religionssociolog og lektor ved Københavns Universitet, afviser begge konspirationsteorien om befolkningsudskiftning. Ifølge Brian Arly Jacobsen vil det bl.a. kræve en hel række dramatiske og urealistiske demografiske ændringer, før sådan en udvikling ville kunne finde sted, og desuden er der ikke politisk flertal i hverken Danmark eller i Europa for at åbne for indvandring fra de muslimske lande.